# Мустафа II
Мустафа́ II (осман. مصطفى ثانى‎ / Mustafâ-i sânî, тур. İkinci Mustafa; 6 февраля 1664, Эдирне— 29 декабря 1703, Стамбул) — султан Османской империи, правивший в 1695—1703 годах.

## Биография

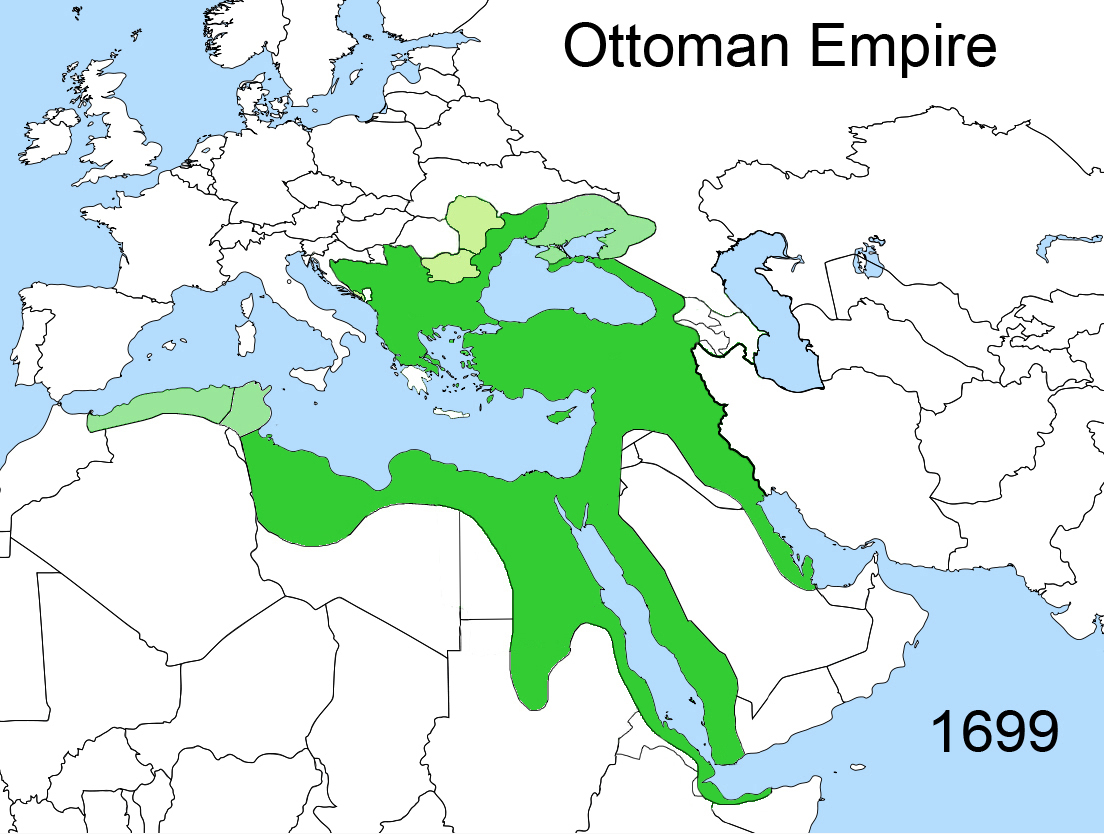
Османская империя при Мустафе II, 1699 г.

Сын султана Мехмеда IV и Эметуллах Рабия Гюльнуш Султан. В отличие от двух своих предшественников, до вступления на престол не содержался в «Клетке» Топкапы, а проживал в Эдирне, где пользовался относительной свободой.
В первые годы своего правления пытался переломить неудачный для турок ход войны со «Священной Лигой». В 1696 году лично возглавил армию на Балканах, за счет большого численного перевеса над австрийцами добился некоторых успехов. В следующем, 1697 году турецкая армия под командованием великого визиря Эльмас Мехмеда-паши была разгромлена под Зентой имперскими войсками Евгения Савойского. В 1696 году русские войска взяли Азов (см. Азовские походы).
В 1699 году был подписан Карловицкий мирный договор, по которому к Венеции отходили Морея и Далмация, Австрия получала Венгрию и Трансильванию, Польша — Подолье. По Константинопольскому договору 1700 года России уступался Азов.
После окончания войны Мустафа жил в основном в Эдирне, где занимался охотой. В августе 1703 года против него в Константинополе началось восстание, к восставшим присоединилась часть янычар. Повстанцы организовали поход на Эдирне. При встрече повстанцев с правительственными войсками последние перешли на их сторону, после чего Мустафа отрекся от престола в пользу своего брата Ахмеда III. Через 4 месяца бывший султан умер (возможно, был отравлен).

## Семья
Жёны и наложницы:
- Алидженаб Кадын-эфенди (ум. апрель 1699)[2][3][4]
- Салиха Себкати-султан (ок. 1680 — 21 сентября 1739[3])[4]
- Хафисе Кадын-эфенди (1683[3] — ок. 1730)[4]
- Шехсувар-султан (1676 — 27 апреля 1756[3])[4]
- Афифе Кадын-эфенди[4]
- Хюмашах Кадын-эфенди (ум. 1700)[4]
- Хатидже Кадын-эфенди[3][4]
- Ханифе-хатун[4]
- Фатьма Шахин-хатун[4]
- Хафитен-хатун[3]
- Анна София фон Виппах — жена Эрнста Вильгельма фон Ханштайна. По версии Алдерсона, вместе с сыном Гейнрихом была захвачена во время кампании 1695 года и 15 сентября за красоту взята в гарем[5].

Сыновья
- Махмуд I[4] (2 августа 1696 — 13/14[6] декабря 1754; мать — Салиха Себкати-султан)
- шехзаде Сулейман (1697 — ок. 1699)[4]
- шехзаде Мехмед[4] (27 ноября 1698 — 3 июня 1703[7]; мать — Хафисе Кадын-эфенди)
- Осман III[4] (2 января 1699 — 30 октября 1757[8]; мать — Шехсувар-султан)
- шехзаде Хасан[4] (28 марта 1699 — май 1733[9])
- шехзаде Ахмед[4] (14 апреля — 10 октября 1699[10])
- шехзаде Хюсейн[4] (16 мая 1699 — 19 сентября 1700[11])
- шехзаде Селим[4] (7 сентября 1699 — 30 июня/8 июля[12] 1701; мать — Хафисе Кадын-эфенди)
- шехзаде Мурад (1702 — 1703; мать — Хафисе Кадын-эфенди)
- шехзаде Ахмед[4] (3 марта[10] — август 1703; мать — Хафисе Кадын-эфенди)
- шехзаде Мурад (3 марта[13] — 29 декабря 1703; мать — Хафисе Кадын-эфенди)

Дочери
- Атике-султан[4] (23 октября 1694[14] — ок. 1696)
- Айше-султан[4] (10 апреля 1696 — 26 сентября 1752[15]) — с 1702 года (по другим данным с марта—апреля 1708[15]) была замужем за Кёпрюлюзаде Нуманом-пашой (1668 — 28 января 1719); с 1720 года предположительно[16] была замужем за Тезкереджи Ибрагимом-пашой[15] (ум. 23 мая 1722); с 1724/1725 года была замужем за Коджа Мустафой-пашой[15] (ум. 1728).
- Эмине-султан[4] (1 сентября 1696 — 1738/1739[17]) — с 1703 года (по другим данным — с 1708[17]) была замужем за великим визирем Чорлулу Али-пашой (1670 — казнён в декабре 1711); с 1712 года была замужем или была обручена[18] с Реджепом-пашой (ум. 1726); была замужем за Ибрагимом (ум. 1724), сыном Кыз Хюсейна-паши; с июля 1728 года была замужем за Мухассалом Абдуллой-пашой (ум. в апреле 1736).
- Сафие-султан[4] (13 октября 1696 — 15 мая 1778[19]) — с 1703 года (по другим данным с 1710[19]) была замужем за Мактулзаде Али-пашой (ум. в сентябре 1723), сыном великого визиря Мерзифонлу Кара Мустафы-паши и Кючюк-султан, дочери Мехмеда IV, от которого имела сына Баязида и дочь Захиде[19] (ум. 6 февраля 1790[20]); с 1725/1726 года была замужем за Мирзой Мехмедом-пашой[19] (ум. в январе 1728); была замужем за Кара Мустафой (ум. 1736); с 1740 года была замужем за Хаджи Эбубекиром-пашой[19] (1674 — январь 1759).
- Уммюгюльсюм-султан (10 июня 1700 — 1 мая 1701[21])
- Эметуллах-султан[4] (1700 или 1695/1703[17] — 19/21[17] апреля 1727) — с июня 1720 года была замужем за Сирке Османом-пашой[17] (ум. 1724), который ранее был женат на Рукие-султан — дочери султана Мехмеда IV. В браке Эметуллах родила двоих дочерей Хибетуллах (1725 — 1766) и Эметуллах (ум. 1744)[17].
- Исмихан-султан[4] (1700)
- Рукие-султан[4] (ум. 1698/1699[22])
- Фатьма-султан (ум. 1699/1700[23])
- Рукие-султан (ум. 24 декабря 1703)
- Зейнеб-султан (ум. 18/28[24] декабря 1705)
- Эсма-султан